# Tupadly (Kutná Hora)
Tupadly é uma comuna checa localizada na região da Boêmia Central, distrito de Kutná Hora.